# Cassiope tetragona
Cassiope tetragona (amb el nom comú de bruc blanc àrtic)és una espècie de planta nativa de l'alta Àrtida, incloent Svalbard, i del nord de Noruega on és molt estesa.
Fa de 10 a 20 cm d'alt i és un arbust perennifoli nan molt embrancat. Les seves fulles es disposen en escates en quatre fileres. Els pedicels són llargs i arcuats. Té flors solitàries amb forma de campana de color normalment blanc amb les anteres rosades. 	

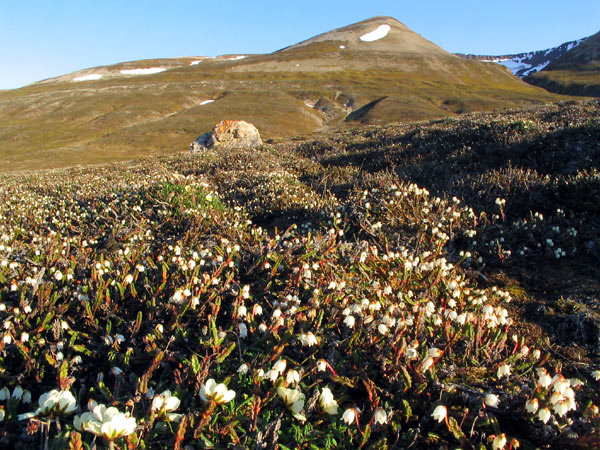
Cassiope tetragona

A grenlàndia els inuits la fan servir com combustible donat que té un alt contingut en resina i crema fins i tot molla